# Новий Городок (Щолковський міський округ)
Новий Городо́к (рос. Новый Городок) — селище у складі Щолковського міського округу Московської області, Росія.

## Населення
Населення — 2718 осіб (2010; 1638 у 2002).
Національний склад (станом на 2002 рік):
- росіяни — 85 %